# Balachikha
Balachikha (en russe : Балашиха) est une ville de l'oblast de Moscou, en Russie. Sa population s'élevait à 450 771 habitants en 2017.

## Géographie
Balachikha est arrosée par la rivière Pekhorka, un affluent de la Moskova. Elle se trouve à 21 km au nord-est du centre de Moscou.

## Histoire
De nombreux petits barrages ont été établis au XIXe siècle sur la Pekhorka pour alimenter en énergie une fabrique de coton.

## Population
Recensements (*) ou estimations de la population
| 1926* | 1939*  | 1959*  | 1970*  | 1979*   | 1989*   |
| ----- | ------ | ------ | ------ | ------- | ------- |
| 7 678 | 28 766 | 57 600 | 92 316 | 117 906 | 135 841 |

| 2002*   | 2010*   | 2014    | 2015    | 2016    | 2017    |
| ------- | ------- | ------- | ------- | ------- | ------- |
| 147 909 | 215 353 | 247 075 | 260 704 | 428 400 | 450 771 |

## Économie
- OAO Krioguenmach (en russe : ОАО Криогенмаш ; en anglais OAO Kriogenmash) est la principale entreprise de la ville, créée en 1956. Équipement cryogénique.
- BLMZ (en russe : Балашихинский литейно-механический завод, Balachikhinski liteïno-mekhanitcheski zavod) : entreprise fondée en 1932 et spécialisée dans la fabrication de système de freinage pour l'aéronautique et de pièces moulées en alliage d'aluminium, magnésium et titane[2]. Elle emploie 830 personnes[3].

## Jumelage
- Pernik (Bulgarie)

## Personnalités
- Vassili Outkine (1972-2024), journaliste sportif, né à Balachikha.
- Véronika Eremina (2004-), merveilleuse actrice, est née à Balachikha.